# Territórios polacos anexados pela União Soviética

Fronteiras temporárias criadas pelos exércitos alemães e soviéticos durante a invasão da Polónia. A fronteira foi ajustada posteriormente através de diplomacia entre os governos invasores.

A Linha Curzon e alterações territoriais da Polónia entre 1939 e 1945.

Após a invasão soviética da Polónia de 1939, a União Soviética anexou as partes orientais (chamadas "Kresy") da Segunda República Polaca, no total de 201 015 km² e 13 299 000 habitantes. A maior parte destes territórios foram anexados definitivamente pela União Soviética ao finalizar a guerra na Europa, sendo reconhecida a mudança territorial pelos Aliados. A Polónia foi compensada com territórios mais a oeste, em prejuízo da Alemanha, recebendo os chamados "Territórios Recuperados", em referência à zona de influência polaca durante a dinastia Piasta.

## Ocupação soviética 1939-1941
Pelos termos do Pacto Ribbentrop-Molotov, ajustado por acordo em 28 de setembro de 1939, a União Soviética anexou todos os territórios da Polónia a leste da linha dos rios Pisa, Narew, Bug Ocidental, e San, exceto o voivodato de Wilno com a sua capital, Wilno, que foi entregue à Lituânia, e a região de Suwałki, que foi anexada pela Alemanha Nazi.
Tomados pela Polónia numa série de guerras entre 1918 e 1921 (principalmente a Guerra Polaco-Soviética), estes territórios tinham população com mistura de nacionalidades diferentes, sendo os polacos e os ucranianos os grupos mais numerosos, mas contando com minorias grandes de bielorrussos e judeus.

## Ocupação alemã 1941-1944
Estas áreas foram conquistadas pela Alemanha Nazi em 1941 durante a Operação Barbarossa. Os nazis dividiram-nas deste modo:
- Bezirk Bialystok (distrito de Białystok), que incluía Białystok, Bielsk Podlaski, Grajewo, Łomża, Sokółka, Vawkavysk, e Hrodna e estava ligado à Prússia Oriental.
- Bezirk Litauen und Weissruthenien - áreas polacas da Ruténia Branca (Bielorrússia ocidental), incluindo a Província de Vilna, lituana, que ficou incluída no Reichskommissariat Ostland.
- Bezirk Wolhynien-Podolien — a província polaca de Volínia, que se incorporou no Reichskommissariat Ukraine.
- O distrito da Galícia Oriental, que se incorporou no Governo Geral e se converteu no seu quinto distrito.

Durante 1943-1944 o massacre de polacos em Volinia causou cerca de 100 000 mortes e o êxodo massivo dos polacos da Ucrânia.

## Anexação soviética 1945
No final da Segunda Guerra Mundial, a União Soviética anexou a maior parte dos territórios que havia ocupado em 1939, embora territórios com uma área de 21.275 quilômetros quadrados, com 1,5 milhão de habitantes foram devolvidos para a Polônia, notadamente nas áreas perto de Białystok e Przemyśl.
Após a re-invasão soviética da Polônia em julho de 1944, o primeiro-ministro do governo polonês no exílio voou para Moscou com Churchill para tentar se opor a anexação do leste da Polônia pela União Soviética.
Ele ofereceu uma pequena seção de terra, mas Stalin recusou, dizendo que ele iria permitir que o governo exilado participasse do Comitê Polonês de Libertação Nacional.Um acordo foi alcançado relutantemente na Conferência de Yalta, onde os soviéticos anexaram a totalidade do sua porção da Polônia Oriental conforme o Pacto Molotov-Ribbentrop, mas daria a Polónia em troca parte da Alemanha Oriental. Posteriormente, o leste da Polônia foi anexado à República Socialista Soviética  Ucraniana e a República Socialista Soviética Bielorrussa .
Em 16 de agosto de 1945, o governo polaco sob controle dos comunistas, assinou um tratado com a URSS cedendo formalmente esses territórios. A população total dos territórios anexados pela URSS, não incluindo a parcela que retornou à Polônia em 1945, tinha uma população estimada em 10.653.000, segundo o censo polonês 1931. Em 1939, esta tinha aumentado para cerca de 11,6 milhões.